# دفتر نشر فرهنگ اسلامی
دفتر نشر فرهنگ اسلامی  مؤسسه است فرهنگی، غیردولتی و غیرانتفاعی که در سال ۱۳۵۳ در ایران تأسیس شده‌است. هدف از تأسیس این مؤسسه نشر معارف اسلامی و شیعی می‌باشد . تا به حال حدود ۲۰۰۰ عنوان کتاب توسط این دفتر منتشر شده‌است و چون مؤسسه غیرانتفاعی است، قیمت کتابهایش بدون سود و حتی کمتر از قیمت واقعی است.
در حال حاضر علاوه بر انتشار کتاب، انتشار مجله ماهانه فرهنگ اسلامی  و نیز تولید رسانه‌های سمعی و بصری نیز جزء فعالیت‌های این دفتر می‌باشد .

## بنیانگذاران و فعالان دفتر
- سیدرضا برقعی
- محمدجواد باهنر؛
- سیدمحمد حسینی بهشتی
- علی گلزاده غفوری؛
- محسن چینی‌فروشان (مدیر عامل دفتر)؛[۳]
- مهدی باقری (قائم مقام مدیر عامل دفتر)؛[۴]
- علی‌اکبر اشعری (مدیر مسئول ماهنامه «فرهنگ اسلامی» وابسته به دفتر)؛
- محمدحسن زورق (سردبیر ماهنامه «فرهنگ اسلامی» وابسته به دفتر).[۵]

## موضوعات کتابهای انتشار یافته
- الهیات (ادیان و عرفان - فلسفه و کلام - تاریخ و تمدن ملل اسلامی - علوم قرآنی و حدیث - فقه و حقوق اسلامی)
- اقتصاد
- ادبیات و هنر
- ادعیه و مناسک
- زندگی‌نامه
- اجتماع و سیاست
- اخلاق و تعلیم و تربیت
- معارف و علوم اسلامی
- نهج البلاغه
- کودکان و نوجوانان
- شعر و داستان
- علمی
- پزشکی و بهداشت
- روان شناسی
- خلاصه ها
- مفاخر
- محیط زیست